# Vincenzo Seratrice

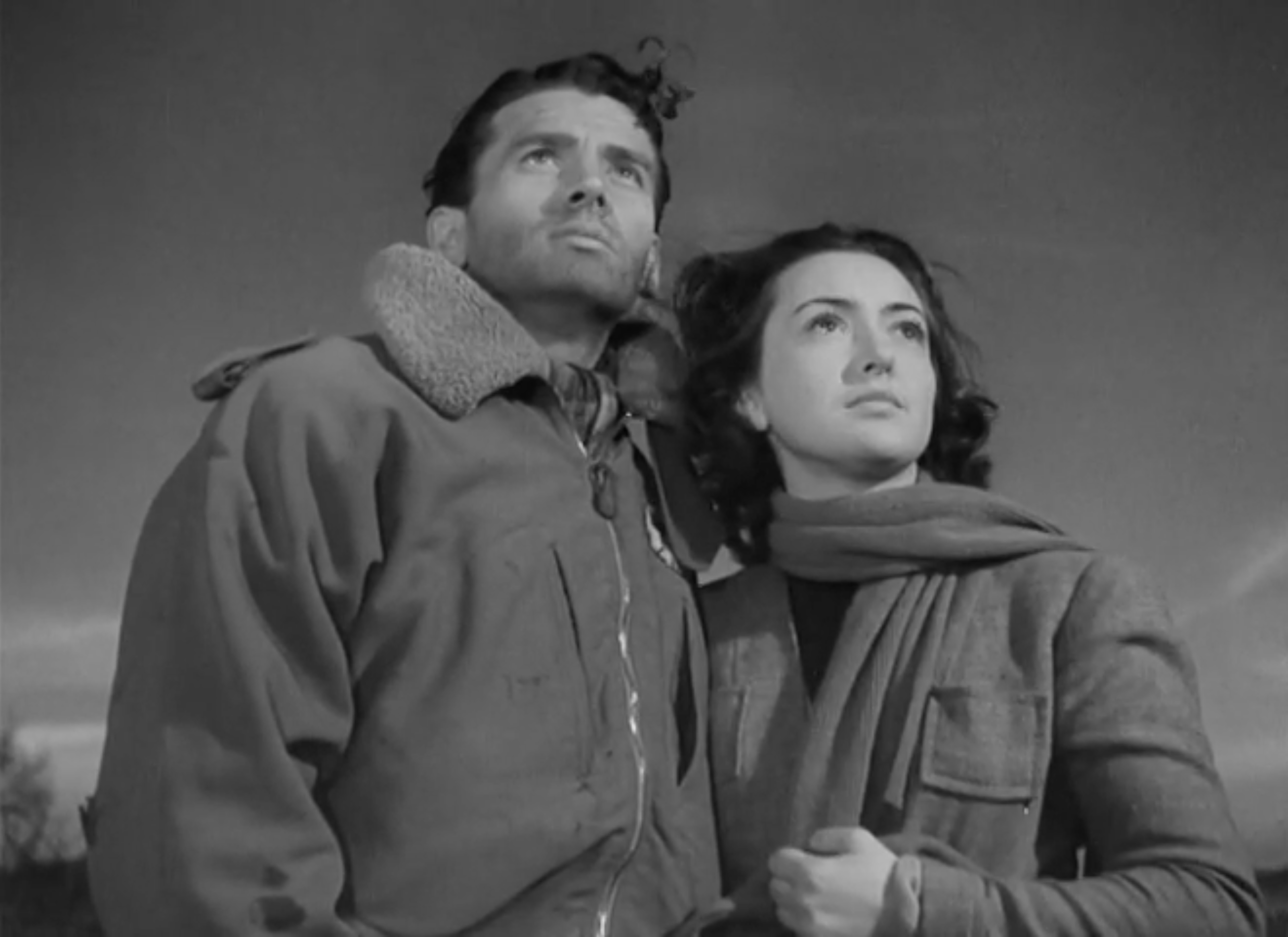
Un pilote revient (1942), avec Massimo Girotti et Michela Belmonte

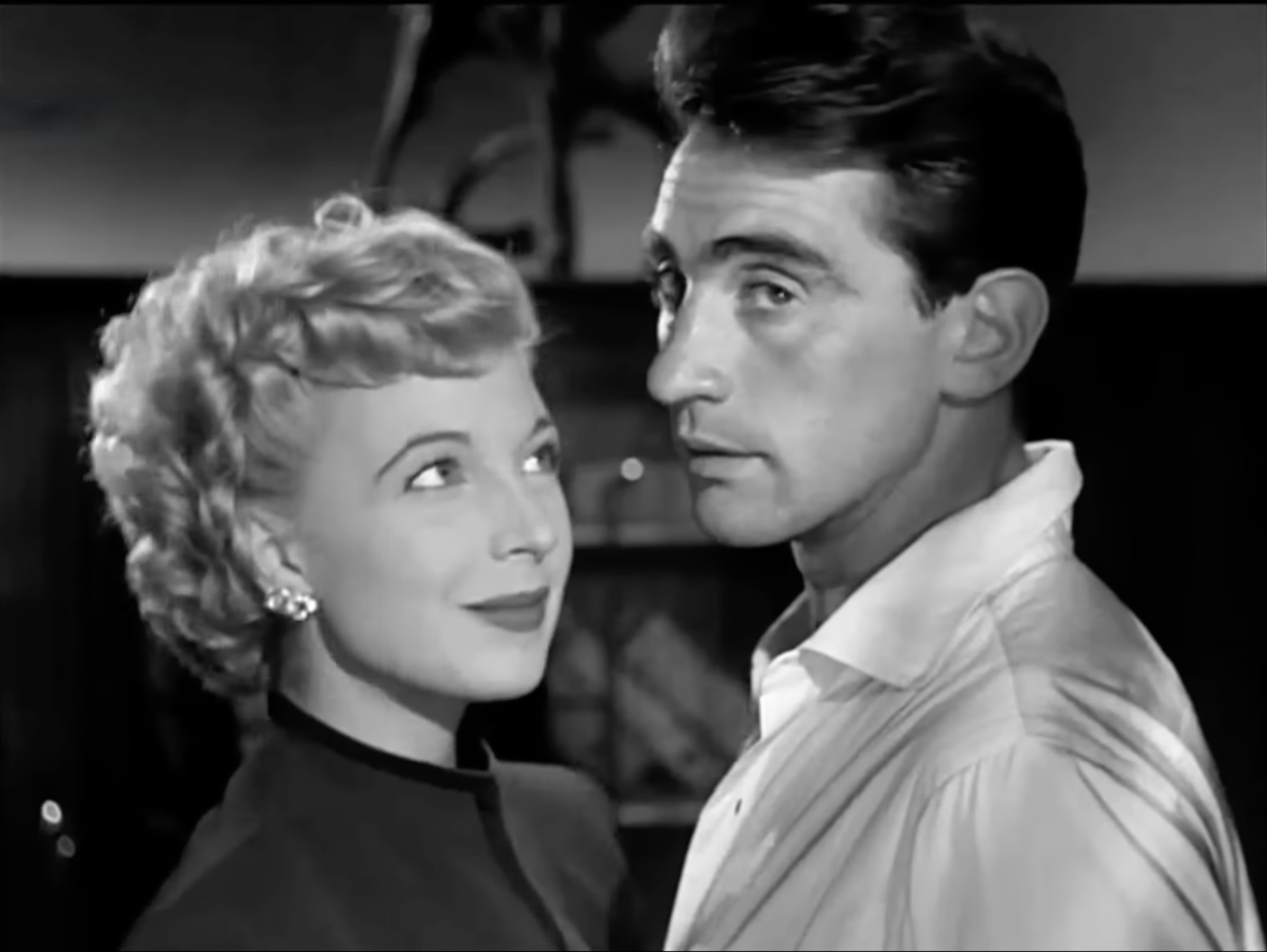
Quelles drôles de nuits (1951), avec Isa Barzizza et Walter Chiari

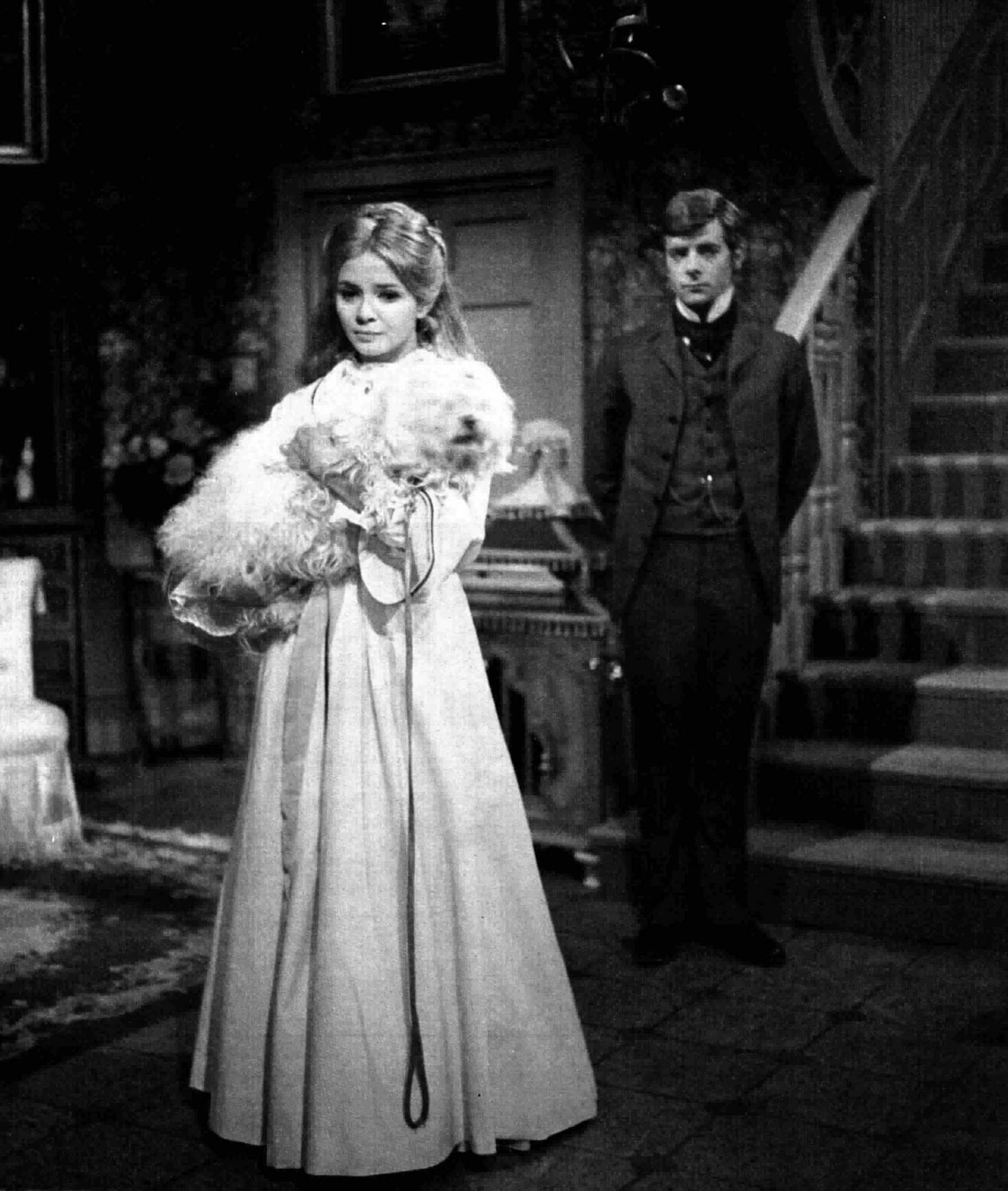
David Copperfield (1965), avec Laura Efrikian et Giancarlo Giannini

Vincenzo Seratrice, né le 20 décembre 1913 à Sulmona (Abruzzes) et mort vers 1972, est un directeur de la photographie Italien.

## Biographie
Vincenzo Seratrice débute comme chef opérateur sur deux films sortis en 1939 (dont un court métrage). Suivent quarante-huit autres films italiens (ou en coproduction) à ce poste, dont Un pilote revient de Roberto Rossellini (1942), Quelles drôles de nuits de Marino Girolami et autres (1951), ou encore L'Esclave de Rome de Sergio Grieco et Francesco Prosperi (1961), son avant-dernier film.
Il est également cadreur sur quelques films (dont Rome, ville ouverte de Roberto Rossellini en 1945) et directeur de la photographie de seconde équipe sur Les Amours d'Hercule de Carlo Ludovico Bragaglia (1960).
Après un ultime film sorti en 1962 (Jules César contre les pirates de Sergio Grieco), il poursuit sa carrière à la télévision italienne et dirige les prises de vues de cinq mini-séries, dont La Citadelle (it) (1964) et David Copperfield (it) (1965), toutes deux réalisées par Anton Giulio Majano.
S’ajoute le téléfilm La Dame aux camélias (it) de Vittorio Cottafavi (1971).

## Filmographie partielle
(comme directeur de la photographie, sauf mention contraire)

### Cinéma
- 1940 : Les Cadets de l'Alcazar (L’assedio dell’Alcazar) d’Augusto Genina
- 1941 : L'allegro fantasma d’Amleto Palermi
- 1941 : Mademoiselle Vendredi (Teresa Venerdì) de Vittorio De Sica
- 1942 : Un pilote revient (Un pilota ritorna) de Roberto Rossellini
- 1942 : Avanti c'è posto... de Mario Bonnard
- 1943 : Grattacieli de Guglielmo Giannini
- 1943 : Ti conosco, mascherina! d’Eduardo De Filippo
- 1943 : Une nuit avec toi (Fuga a due voci) de Carlo Ludovico Bragaglia (cadreur)
- 1943 : Gli assi della risata, film à sketches de Roberto Bianchi Montero et autres, segment Non chiamarmi Dodò!
- 1945 : Rome, ville ouverte (Roma città aperta) de Roberto Rossellini (cadreur)
- 1948 : Arènes en folie (Fifa e arena) de Mario Mattoli
- 1951 : Quelles drôles de nuits (Era lui, sì, sì) de Marino Girolami et autres
- 1952 : Abracadabra de Max Neufeld
- 1952 : Les Anges du faubourg (Gli angeli del quartiere) de Carlo Borghesio
- 1952 : Milady et les Mousquetaires (Il boia di Lilla) de Vittorio Cottafavi
- 1952 : Eran trecento... de Gian Paolo Callegari
- 1952 : Non è vero... ma ci credo de Sergio Grieco
- 1953 : Lulù de Fernando Cerchio
- 1954 : L’Amour d’une mère (La corda d’acciaio) de Carlo Borghesio
- 1954 : La Caravane de chansons (Caravana di canzoni) de Sergio Corbucci
- 1955 : L'Hôtel du rendez-vous (Tua per la vita) de Sergio Grieco
- 1955 : L’Aigle rouge (Il principe dalla maschera rossa) de Leopoldo Savona
- 1955 : La Bague fatale (Lacrime di sposa) de Sante Chimirri
- 1958 : Le Pirate de l'épervier noir (Il pirata dello sparviero nero) de Sergio Grieco
- 1960 : Le Conquérant de l'Orient (Il conquistatore d’Oriente) de Tanio Boccia
- 1960 : Toryok, la furie des barbares (Toryok, la furia dei barbari) de Guido Malatesta
- 1960 : Les Amours d'Hercule (Gli amori di Ercole) de Carlo Ludovico Bragaglia (directeur de la photographie de seconde équipe)
- 1961 : L'Esclave de Rome (La schiava di Roma) de Sergio Grieco et Francesco Prosperi
- 1962 : Jules César contre les pirates (Giulio Cesare contro i pirati) de Sergio Grieco

### Télévision
- 1964 : La Citadelle (it) (La cittadella), mini-série d’Anton Giulio Majano
- 1965 : David Copperfield (it), mini-série d’Anton Giulio Majano
- 1971 : La Dame aux camélias (it) (La signora dalle camelie), téléfilm de Vittorio Cottafavi
- 1971 : Sous le regard des étoiles (it) (E le stelle stanno a guardare), mini-série d’Anton Giulio Majano

## Note
1. ↑  Les sources consultées ne donnent pas l’état-civil de décès : toute aide est la bienvenue.